# Pep Coll
Pep Coll, né Josep Coll i Martí à Pessonada, hameau de la commune de Conca de Dalt (Catalogne, Espagne) le 16 octobre 1949, est un écrivain catalan. Auteur prolifique, il a cultivé tous les genres littéraires, et même le journalisme (il a été collaborateur avec les journaux Segre, El Periódico et le magazine Descobrir Catalunya). Sa vie et son monde littéraire sont les Pyrénées, qui sont devenus un univers légendaire. Il a été traduit en espagnol, basque et français. En outre, il a été professeur de langue et de littérature, et il est un grand amoureux de la montagne.

## Biographie

### Jeunesse
Josep Coll i Martí vient d'une famille modeste et de ressources limitées. Il a étudié les sciences humaines élémentaires au séminaire de La Seu d'Urgell et a continué ses études à l'Université de Barcelone où il est diplômé en philosophie et lettres.

### Carrière
Il a commencé à travailler comme professeur à La Pobla de Segur (Pallars Jussà) où il a été pendant cinq ans. À cette époque, il se rendit compte de l'intérêt le plus proche de la langue du pays, le  catalan, en opposition à la question philosophique dont il a été déçu dans la dernière année de carrière.Une fois qu'il a approuvé ses examens, il a décidé de commencer une nouvelle voie dans la ville de Lleida, parce que l'expérience vécue précédente à Barcelone, en tant qu'étudiant, n'a pas été très réconfortant  Dans la ville de Lleida il va travailler comme professeur de langue catalane et littérature à l'école secondaire IES Màrius Torres depuis 1980-81 à 2009-10.

### Expérience comme écrivain
Tout au long de ces 31 années, il a combiné l'enseignement avec la tâche d'écrivain; en même temps, il collabore également avec divers secteurs de la communication. Dans toutes ces activités, qu'il exerce régulièrement, l'élément vernaculaire est le dévouement et la diffusion de la culture populaire et l'effort pour la faire connaître. Aujourd'hui, il se consacre corps et âme, à la tâche de l'écriture et à la recherche de nouveaux voyages pour recréer de nouvelles histoires.
Il est président du Centre d'études du Pallars, il est aussi un savant à propos du dialecte catalan du Pallars et connaisseur de récits traditionnels des Pyrénées qu'il recrée et synthétise dans le cadre des différents genres qui sont utilisés. Il a également reçu plusieurs prix, notamment le Prix de la critique catalane  par son roman Dos taüts nègres i dos de blancs.
Il transfère la passion de la montagne à l'histoire de ses œuvres, ce qui les transforme en lecture informative, historique et autochtone pour le lecteur.

## Œuvres

### Romans
- 1989 La mula vella, Empúries.
- 1995 El Pont de Mahoma, Empúries.
- 1997 El segle de la llum, Empúries.
- 1999 L'abominable crim de l'Alsina Graells, Empúries.
- 2002 Per les valls on es pon el sol, Edicions 62.
- 2004 Els arbres amics, Empúries.
- 2005 El salvatge dels Pirineus, Edicions 62.

- Traduit en français sous le titre: Le Sauvage des Pyrénées par Juan Raillard et Edmond Vila, Arles, éditions Actes Sud, 2010, 320 P.  (ISBN 978-2-7427-8791-3).
- 2008 Les senyoretes de Lourdes, Proa.
- 2010 Nius, Proa.
- 2013 Dos taüts negres i dos de blancs, Proa.

- Traduit en français sous le titre: Quatre cercueils : deux noirs et deux blancs par Juan Raillard, Arles, éditions Actes Sud, 2015, 432 p.  (ISBN 978-2-330-05074-0).

### Nouvelles
- 1989 Totes les dones es diuen Maria, Tres i Quatre.
- 1990 L'edat de les pedres, Empúries.

Recueils de légendes
- 1986 Quan Judes era fadrí i sa mare festejava, La Magrana.
- 1993 Muntanyes Maleïdes, Empúries.
- 2003 El rei de la Val d'Aran, Empúries.
- 2006 Mentre el món serà món, Empúries.
- 2012 Llegendes d'arreu de Catalunya, La Galera.

### Littérature pour la jeunesse
- 1988 El secret de la moixernera, Empúries.
- 1991 Què farem, què direm?, Cruïlla.
- 1991 La bruixa del Pla de Beret, Empúries.
- 1994 Mi Long, el drac de la perla, La Galera.
- 1994 Muntanyes mig-maleïdes, Empúries.
- 1995 Les bruixes del Pla de Negua, La Galera.
- 1996 La fada del mirall, La Galera.
- 1998 El tresor de la nit de Nadal, La Magrana.
- 2005 La corona de Sant Nicolau, Parc Nacional d'Aigüestortes.
- 2008 L'habitació de la meva germana, Empúries.
- 2009 El setè enemic del bosc, Estrella Polar.
- 2010 Retorn a les muntanyes Maleïdes, Estrella Polar.

### Théâtre
- 2004 La morisca de Gerri (œuvre non publiée, présentée annuellement à Plaça de Gerri de la Sal le dernier jour de la Fête patronale).
- 1997 Miracles de Santa Maria d'Àneu (œuvre non publiée, réalisée chaque été à Esterri d'Àneu avec les acteurs de cette ville).
- 2004 Crònica de Mur (œuvre non publiée, créé le 19 septembre 2004 au Château de Mur, à l'occasion de la 1re Diada du Pallars Jussà)).

### Essais et critique littéraire
- 1991 El parlar del Pallars, Empúries.
- 1996 Viatge al Pirineu fantàstic, Columna.
- 2010 Guia dels indrets mítics i llegendaris del Pallars Sobirà, París Edicions.
- 2012 Guia dels indrets mítics i llegendaris de la Ribagorça Romànica, Cossetània.

### Œuvres traduites
- En français: http://www.escriptors.cat/autors/collp/obra.php?id_publi=16274
- En aragonais: http://www.escriptors.cat/autors/collp/obra.php?id_publi=13047
- En espagnol: http://www.escriptors.cat/autors/collp/obra.php?id_publi=4854
- En basque: http://www.escriptors.cat/autors/collp/obra.php?id_publi=4858
- En italien: http://www.escriptors.cat/autors/collp/obra.php?id_publi=19254
- En occitan: http://www.escriptors.cat/autors/collp/obra.php?id_publi=19253

## Distinctions
Pep Coll a reçu les prix littéraires suivant :
- 1991 : Prix Gran Angular de littérature de jeunesse pour Què farem, què direm?
- 1993 : Prix Crítica Serra d'Or de littérature de jeunesse et enfants pour Què farem, què direm?
- 1994 : Ramon Muntaner pour El Pont de Mahoma
- 1996 : Octavi Pellissa pour El segle de la llum
- 1997 : Lola Anglada pour El tresor de la Nit de Nadal
- 2005 : Sant Joan pour El salvatge dels Pirineus
- 2007 : Prix Sant Jordi pour Les senyoretes de Lourdes[6]
- 2014 : Premi Crexells, pour Dos taüts negres i dos de blancsref name="Gene"/>
- 2014 : Prix de la Crítique Catalane pour Dos taüts negres i dos de blancs
- 2014 : Premi Setè Cel pour Dos taüts negres i dos de blancs[7]
- 2015 : Prix Joaquim Amat-Piniella pour Dos taüts negres i dos de blancs[8]